# 10foot
10foot (українською мовою тенфут), іноді також записується як 10 Foot, є псевдонімом британського художника графіті, який був названий Financial Times найвідомішим графіті-райтером Лондона, в той же час його роботи можна побачити по всій Великій Британії та багатьох країнах світу. столиці та віддалені місця. Фінансовий збиток від видалення графіті у Великій Британії оцінюється в один мільйон фунтів до 2023 року. Серед іншого, 10foot поширює політичні погляди через свої графіті, такі як «free Palestine», коли висловлюється підтримка руху за незалежність Палестини.

## Ідентичність і життя
За псевдонімом 10foot, згідно з Daily Mail, Sam Moore родом з маленького острова Вайт, де він виріс разом зі своєю матір'ю та вітчимом, а також відвідував місцеву середню школу. Він почав займатися графіті після переїзду до Лондона у віці двадцяти років, де познайомився з іншими авторами. У 2010 році він був засуджений до тюремного ув'язнення за створення незаконних графіті, вчинивши двадцять п'ять злочинів, у яких він визнав себе винним. У 2023 році 10foot об'єднався з брендом одягу Palace в рамках осінньої колекції, коли на футболках і толстовках було зображено поліцейську машину, прикрашену підписом 10foot. Запис акту використали як рекламне відео для співпраці.

## Перебування в тюрмі
Двадцятичотирирічний Sam Moore був заарештований 6 червня 2010 року за причетність до незаконного мистецтва біля Хангерфордського мосту в Лондоні. Після арешту Сема поліція сфотографувала його тег, пов'язала його зі своєю базою даних, а потім порівняла з іншими місцями, де він був. Потім поліція провела серію обшуків у будинку та вилучила докази у вигляді предмети, пов'язані з графіті, включаючи компакт-диски з фотографіями його робіт, спреї, маркери та фотографії, на яких він зображений разом з іншими відомими авторами графіті. Після аналізу його почерку суд визнав його винним, збитки оцінили в 113 000 фунтів стерлінгів і засудили до двох років ув'язнення.